# Изокефалия

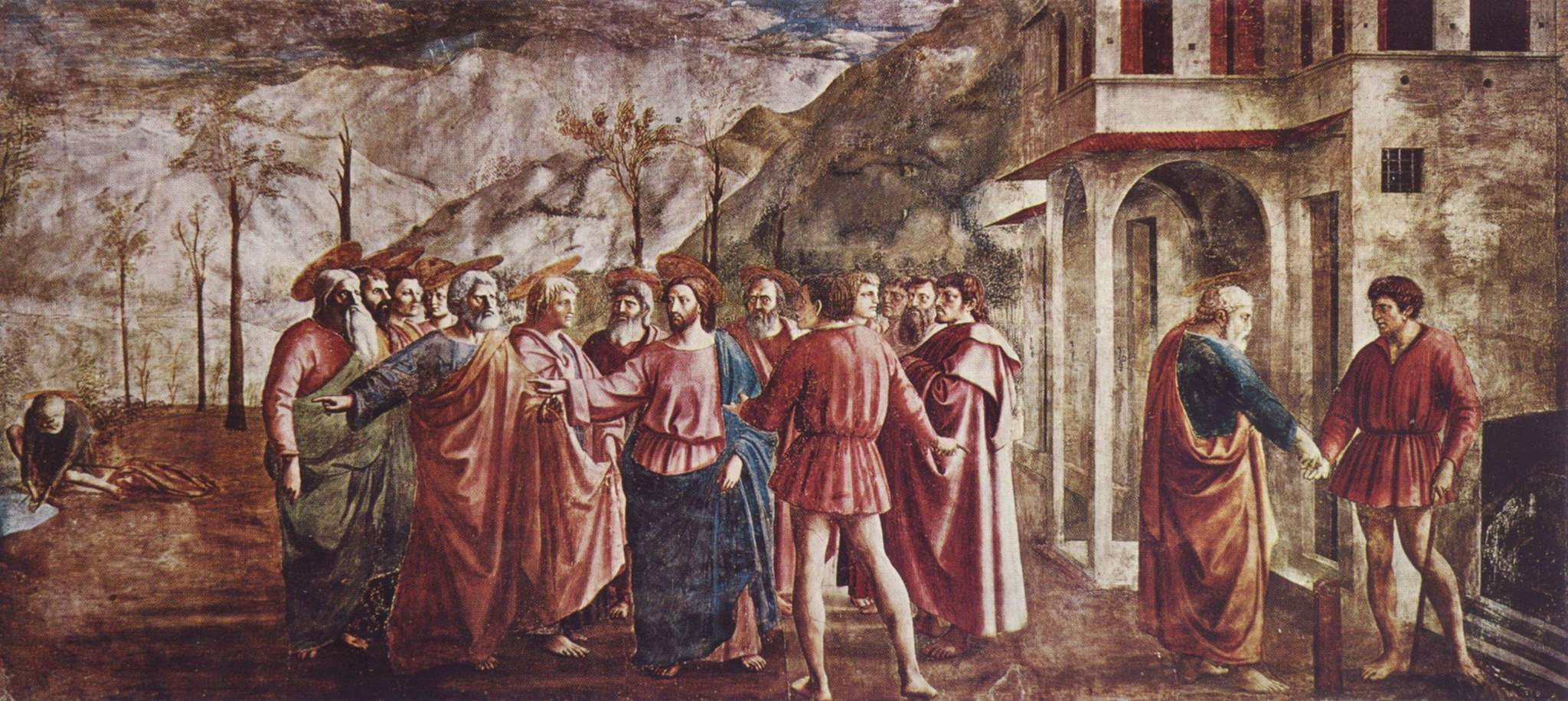
Фреска Мазаччо (1420-е). Флоренция

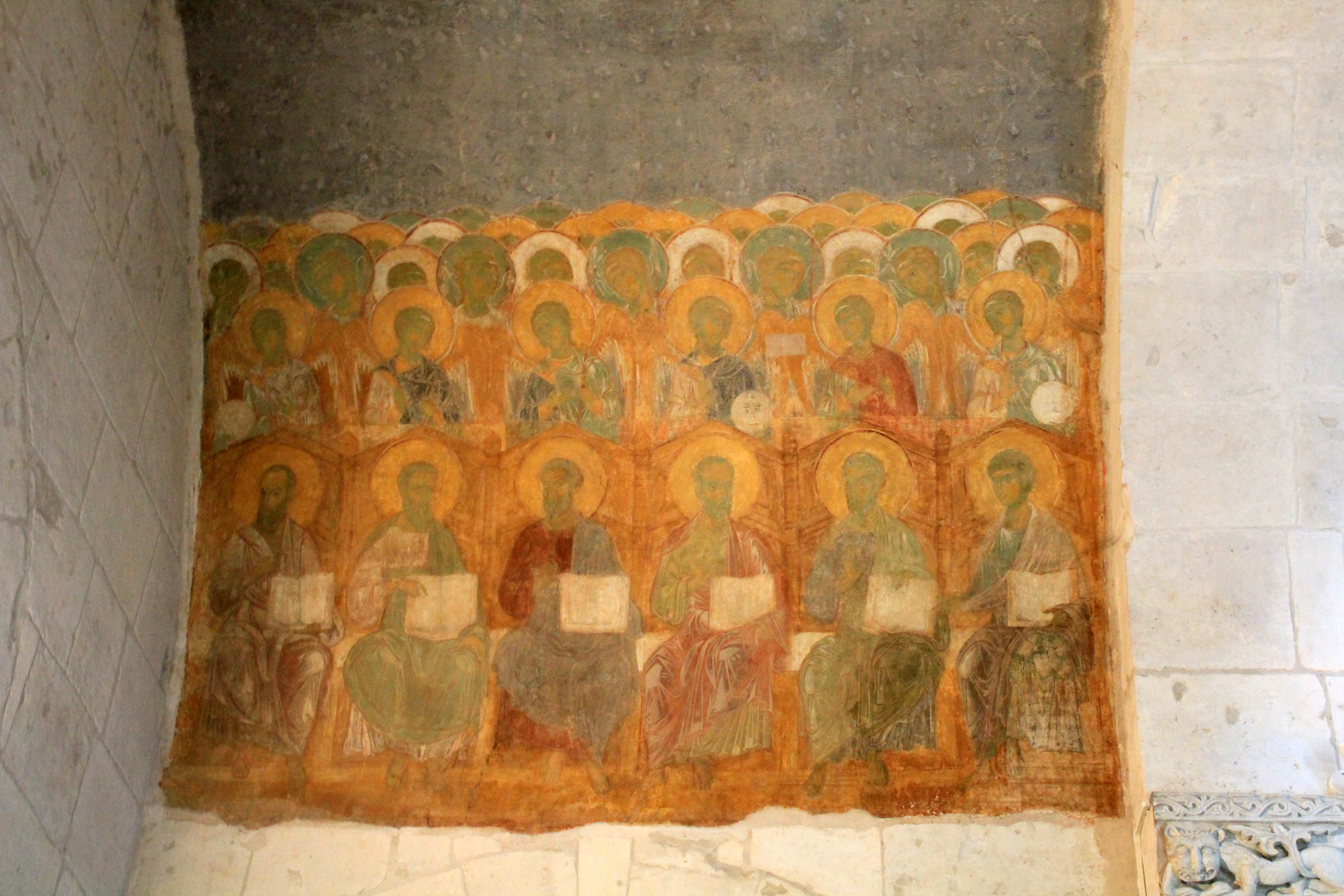
Фреска «Страшный суд» (1190-е). Дмитриевский собор, Владимир

Изокефа́лия или исокефа́лия (от греч. ísos — равный, одинаковый, подобный и kephalé — голова, то есть равноголовие) — художественный приём в изобразительном искусстве, состоящий в расположении на одном уровне голов разных по величине и позам фигур. Используется в рельефах и живописи.
Изокефалия распространена главным образом в античном искусстве. Часто встречается также в искусстве Древнего Востока, искусстве русского средневековья и европейском искусстве ранней эпохи Возрождения.
Изокефалия придавала композиции упорядоченность и ритмически-декоративную цельность.